# Abenezra
Abenezra es un cráter de impacto ubicado en las escarpadas tierras altas de la sección sur central de la Luna. Está adosado al borde sureste del cráter Azophi. Al noreste se encuentra el cráter Geber, y más hacia el sureste se halla Sacrobosco, más grande.
|  |

El borde de Abenezra tiene una forma notablemente poligonal, con segmentos de pared desiguales. Las paredes internas aparecen aterrazadas, y el suelo es irregular y estriado. Una serie de crestas forman patrones inusuales y sinuosos sobre el fondo del cráter. Abenezra se superpone a la parte oriental de otra formación similar, el cráter satélite designado como Abenezra C.

## Denominación
Abenezra debe su nombre al sabio sefardí judío, poeta, comentarista bíblico, astrónomo y astrólogo Abraham ben Meir ibn Ezra. El nombre le fue asignado por Giovanni Riccioli, cuyo sistema de nomenclatura de 1651 se ha estandarizado. Los primeros cartógrafos lunares le habían dado diferentes nombres. Así, en el mapa de 1645 de Michael van Langren se denomina "Schyrlei" en homenaje a Anton Maria Schyrleus de Rheita. En este mapa estaba ligeramente separado del otro cráter, al que llamó "Mersenni" (actualmente Azophi). El cráter Rheita, ubicado cerca de Metius, también fue bautizado por Riccioli y posteriormente sería también conocido como cráter del sudeste, dando nombre al Vallis Rheita. El mapa de 1647 de Johannes Hevelius lo agrupó con Azophi y Geber y lo llamó "Antitaurus" en referencia a las montañas de Aladağlar del mundo antiguo.
| [[File:TacitusCraterLOC.jpg\|900px\|alt={{{Alt\|Localización de Abenezra]] File:TacitusCraterLOC.jpgLocalización de Abenezra |

## Cráteres satélite
Por convención estos elementos son identificados en los mapas lunares poniendo la letra en el lado del punto medio del cráter que está más cercano a Abenezra.
|          | \| Abenezra \| Coordenadas \| Diámetro \| \| -------- \| ----------------------------- \| -------- \| \| A \| 22°48′S 10°30′E / -22.8, 10.5 \| 23 km \| \| B \| 20°48′S 10°06′E / -20.8, 10.1 \| 14 km \| \| C \| 21°18′S 11°06′E / -21.3, 11.1 \| 44 km \| \| D \| 21°42′S 9°42′E / -21.7, 9.7 \| 8 km \| \| E \| 21°24′S 9°24′E / -21.4, 9.4 \| 14 km \| \| F \| 21°30′S 10°18′E / -21.5, 10.3 \| 7 km \| \| G \| 20°30′S 11°00′E / -20.5, 11.0 \| 5 km \| \| H \| 21°06′S 12°48′E / -21.1, 12.8 \| 4 km \| \| J \| 19°54′S 10°42′E / -19.9, 10.7 \| 5 km \| \| P \| 19°54′S 9°54′E / -19.9, 9.9 \| 44 km \| |          |
| Abenezra | Coordenadas | Diámetro |
| A        | 22°48′S 10°30′E / -22.8, 10.5 | 23 km    |
| B        | 20°48′S 10°06′E / -20.8, 10.1 | 14 km    |
| C        | 21°18′S 11°06′E / -21.3, 11.1 | 44 km    |
| D        | 21°42′S 9°42′E / -21.7, 9.7 | 8 km     |
| E        | 21°24′S 9°24′E / -21.4, 9.4 | 14 km    |
| F        | 21°30′S 10°18′E / -21.5, 10.3 | 7 km     |
| G        | 20°30′S 11°00′E / -20.5, 11.0 | 5 km     |
| H        | 21°06′S 12°48′E / -21.1, 12.8 | 4 km     |
| J        | 19°54′S 10°42′E / -19.9, 10.7 | 5 km     |
| P        | 19°54′S 9°54′E / -19.9, 9.9 | 44 km    |